# Puig de Son Agulla
El Puig de Son Agulla (pronunciat [sɔŋgújə]) és una elevació de 512 m situada dins el terme municipal de Santa Maria del Camí. Es tracta d'un puig situat a la zona de contacte de la Serra de Tramuntana amb el Raiguer de Mallorca, delimitat pel Camí Vell d'Alaró i el Camí de Coanegra. Marca l'inici de la carena oriental de la Vall de Coanegra, que té continuïtat amb el Puig de s'Ermita (512 m.) i els Cingles de Son Guitart (525 m) En els seus costers s'hi ubicà una zona de rotes procedents de segregacions de la possessió de Son Verdera, entre les quals destaca la de Ca la Cova. Confronten amb el puig les possessions de Son Verdera, Son Credo, Son Torrella, Son Palou, Son Pinet, Son Lluc, Can Gener, Son Berenguer, Son Agulla i Son Oliver (Santa Maria del Camí) i sa Boal, sa Teulera Vella i Son Guitart (Alaró).